# Batalla de Tucumán

Mapa animat de la revolució hispanoamericana (1808 - 1825):
Territoris sota control reialista.
Territoris sota control de moviments independentistes.
Territoris sota control de la Gran Colombia.
Espanya sota ocupació francesa.
Espanya durant la revolució liberal.
Zones sense un govern clar.

La batalla de Tucumán va ser un enfrontament armat lliurat el 24 i 25 de setembre del 1812 als voltants de la ciutat de San Miguel de Tucumán, durant la Segona expedició auxiliadora a l'Alt Perú en el transcurs de la Guerra de la Independència Argentina. L'Exèrcit del Nord, al comandament del general Manuel Belgrano a qui va secundar el coronel Eustoquio Díaz Vélez en el seu caràcter de major general, va derrotar a les tropes reialistes del brigadier Juan Pío Tristán, que el doblaven en nombre, detenint l'avanç reialista sobre el nord-oest argentí. Juntament amb la batalla de Salta, que va tenir lloc el 20 de febrer del 1813, el triomf de Tucumán va permetre a les Províncies Unides del Riu de la Plata confirmar els límits de la regió sota el seu control.

## Antecedents
La regió de l'Alt Perú, l'Altiplà de l'actual Bolívia, estava novament en mans dels reialistes (partidaris del rei d'Espanya) des de la derrota de la batalla d'Huaqui, en la qual l'inexpert revolucionari porteny Juan José Castelli no va poder fer front a les tropes del peruà reialista Pío Tristán qui, al comandament d'un exèrcit de 3.000 homes, avançava cap al sud.
Les ordres del Primer Triumvirat havien posat a Manuel Belgrano al capdavant del Exèrcit del Nord el 27 de febrer del 1812. Instal·lat al seu quarter general a San Salvador de Jujuy, Belgrano intentava aixecar la moral de l'exèrcit patriota derrotat a Huaqui. Va ser amb aquest ànim que, el 25 de maig va enarborar a San Salvador de Jujuy la bandera que havia creat mesos enrere, i la va fer beneir a la Catedral jujenya pel canonge Juan Ignacio Gorriti.
Aviat va notar que no estava en condicions de defensar adequadament la plaça, i -per ordre del Triumvirat- el 23 d'agost va ordenar la retirada massiva de tota la població de Jujuy, a la qual es van sumar saltenys i tarijenys, cap al centre de l'actual Argentina, en l'anomenat Èxode Jujeny. Civils i militars es van replegar, arrasant al seu pas i incendiant tot el que pogués donar recer o ser útil als reialistes. Quan els espanyols van entrar, van trobar la ciutat solitària i sense habitants:
| « | Estava deserta i desmantellada, i espantat de l'aspecte tristíssim d'aquelles llars desemparades i d'aquells carrers muts i tristos després de l'agradable animació que havien tingut altres temps | » |

Tristán va escriure a Goyeneche: 
| « | Belgrano és imperdonable ... | » |

L'ordre del Triumvirat era que l'Exèrcit del Nord es fes fort a Córdoba. No obstant això, Belgrano es va aturar a Tucumán, on la població va estar disposada a sumar-se a l'exèrcit. La victòria el 3 de setembre a la combat de Las Piedras entre la seva rereguarda, comandada per Díaz Vélez, i dues columnes d'avançada de les tropes de Tristán van confirmar el seu propòsit; Van aconseguir capturar al cap de la columna, el coronel Huici i una vintena de soldats. Va enviar a Juan Ramón Balcarce cap a la ciutat, ordenant-li reclutar i entrenar en la mesura del possible un cos de cavalleria a partir dels milicians locals, amb cartes per a la rica i poderosa família Aráoz, dues integrants de la qual, Eustoquio Díaz Vélez i Gregorio Aráoz de Lamadrid, prestaven serveis sota el seu comandament com a major general o segon cap i tinent respectivament.

## La gran decisió: replegar-se o donar batalla
La missió de Balcarce, unida als rumors que la tropa es retirava fins a Córdoba, va causar una comprensible alarma a la ciutat de Tucumán. Van sonar les campanes del Cabildo i el cos, en sessió pública, va disposar enviar tres representants -els oficials Bernabé Aráoz i Rudecindo Alvarado i l'eclesiàstic doctor Pedro Miguel Aráoz - davant de Manuel Belgrano, per demanar-li que donés batalla als espanyols a Tucumán. Bernabé Aráoz seria més tard diverses vegades governador de la província de Tucumán, i Pedro Miguel Aráoz, doctor en tots dos drets i cura vicari de la llavors Església Matriz -l'actual Catedral de San Miguel de Tucumán - seria diputat al Congrés de Tucumán.
Gregorio Aráoz de Lamadrid va sostenir que la decisió de Belgrano de prosseguir el seu retrocés cap al sud:
| « | Va alarmar tant als tucumans que, es va presentar el seu governador Bernabé Aráoz, acompanyat del meu oncle el Dr. Pedro Miguel Aráoz, que era el capellà i vicari, així com moltes famílies conegudes, a demanar al senyor general que no els abandonessin i oferir-li, que alarmarien tota la Província i correrien la sort que els oferís la batalla. La demanda va tenir el suport molt eficaçment pel meu cosí, el major general Díaz Vélez, el tinent coronel Juan Ramón Balcarce, que es trobava en aquella ciutat encarregat de la instrucció de les milícies pel Govern Superior, i en fi per diversos caps i entre ells pel tinent coronel Manuel Dorrego, que s'havia curat ja de les ferides. | » |

En l'exèrcit, 3 oficials van ser decisius per frenar la reculada i donar batalla a Tucumán: Díaz Vélez, Balcarce i Manuel Dorrego.
Belgrano, el 12 de setembre, va oficiar a Buenos Aires:
| « | Són molt apurades les circumstàncies, i no trobo altre mitjà que exposar-me a una nova acció: els enemics venen seguint-nos. El treball és molt gran; Si em retiro i em disparen, tot es perd, inclòs el nostre total crèdit. La gent d'aquesta jurisdicció s'ha decidit a sacrificar-se amb nosaltres, si es tracta de defensar-la i han dit que no, no ens seguiran i ho abandonaran tot. Penso aprofitar-me del seu esperit públic i energia per contenir a l'enemic, si m'és possible, o bé per guanyar temps per tal que se salvi quant pertany a l'Estat. Qualsevol dels dos objectius que aconsegueixi és un triomf i no hi ha un altre remei que esperar-se. Potser la sort de la guerra ens sigui favorable, animats com estan els soldats i desitjosos de distingir-se en una nova acció. És de necessitat aprofitar tan nobles sentiments, que són obra del cel, que potser comença a protegir-nos per humiliar la supèrbia amb la què venen els enemics, amb l'esperança de fer tremolar les seves banderes en aquesta capital. Res deixaré per fer. La nostra situació és terrible, i veig que la pàtria exigeix de nosaltres l'últim sacrifici per contenir els desastres que l'amenacen. | » |

A l'arribar a Tucumán el 13 de setembre, Belgrano va trobar-se a Balcarce amb 400 homes -sense uniformes i armats només amb llances, però ben organitzats- i a la ciutat disposada a oferir-li suport; Belgrano, segons molts historiadors, no buscava més que aquest pretext per desobeir l'ordre de retirada. Els va dir que es quedaria si la seva força era engreixada amb 1.500 homes de cavalleria, i si el veïnat li aportava 20.000 pesos plata per a la tropa, quantitats que la comissió va oferir duplicar. Va decidir ignorar per tant les intimacions del Triumvirat i fer-se fort allà.
Els principals veïns tucumans van ser els encarregats d'allistar gent per augmentar el nombre de l'exèrcit, també van sumar cavallades i van proporcionar bestiar i aliment per al manteniment dels defensors.
Van arribar contingents reduïts de Catamarca -conduïts per Bernardino Ahumada i Barros-, de Santiago del Estero i també genets des de l'Alt Perú -comandats per Manuel Ascensio Padilla - que van formar l'escorta de Belgrano.
Mentrestant, l'exèrcit reialista avançava amb dificultat, al no trobar en el terreny arrasat mitjans o instal·lacions per acollir-se ni reaprovisionar-se; Partides irregulars organitzades per Díaz Vélez amb els gautxos, jujenys (de Jujuy), saltenys (de Salta) i tarijenys (de Tarija) i l'exèrcit de Belgrano els fustigaven constantment. No va ser fins al 23 de setembre quan, des del paratge de Los Nogales, on va albirar Tucumán, Tristán va rebre la notícia que l'Exèrcit del Nord estava acampat a la plaça i disposat a donar-li batalla.

## Batalla
Al matí del 24 de setembre del 1812, dia de la batalla, el general Belgrano va estar orant llarga estona davant l'altar de la Verge, i fins i tot la tradició explica que va sol·licitar la realització d'un miracle a través de la seva intercessió. En aquells mateixos moments, Tristán va ordenar la marxa cap a la ciutat. Algunes fonts indiquen que, en lloc de prendre el camí directe, va envoltar la plaça des del sud, intentant prevenir una possible fugida dels patriotes en direcció a Santiago del Estero. Altres afirmen que en el paratge dels Pocitos es van trobar sobtadament amb els camps incendiats per ordre del tinent dels dracs Lamadrid, natural de la zona, que comptava amb la velocitat del foc avivat pel vent del sud per desordenar la columna espanyola. En tot cas, va utilitzar el vell Camí Reial del Perú per posar-se davant de la ciutat a una llegua d'aquesta, en el paratge de la Manantial.
Mentrestant, i aprofitant la confusió provocada pel foc, Belgrano -que havia disposat a l'alba les seves tropes al nord de la ciutat- havia canviat el seu front cap a l'oest, comptant amb una visió clara de les maniobres de Tristán, i va plantar cara a aquest en un terreny escabrós i escarpat, anomenat el Camp de les Carreres. La ràpida envestida sobre el flanc de Tristán tot just va donar temps a aquest de reorganitzar el seu front i va ordenar muntar l'artilleria.
Belgrano havia disposat la cavalleria en dues ales: la dreta, al comandament de Balcarce, era més nombrosa -explicava amb la tropa gautxa recentment reclutada- que l'esquerra, al comandament del coronel Eustoquio Díaz Vélez.
La infanteria estava dividida en tres columnes, comandades pel coronel José Superí l'esquerra, el capità Ignacio Warnes la central pel capità Carlos Forest la dreta, al costat de la qual una secció de dracs recolzava la cavalleria. Una quarta columna de reserva estava al comandament del tinent coronel Manuel Dorrego; El baró Eduardo Kaunitz de Holmberg comandava l'artilleria, situada entre les columnes de peu -massa dividida entre les mateixes per a ser efecitva - sent el seu ajudant de camp el tinent José María Paz.
Va ser l'artilleria revolucionària la que va iniciar el combat, bombardejant els batallons reialistes de Cotabambas i Abancay, que van respondre carregant a la baioneta. Belgrano va ordenar respondre amb la càrrega de la infanteria de Warnes, acompanyada de la reserva de cavalleria del capità Antonio Rodríguez, mentre que la cavalleria de Balcarce carregava sobre el flanc esquerre de Tristán; La càrrega va tenir un efecte formidable. Llança en mà, van avançar fent sonar els seus guardaboscos i amb tal ímpetu que la cavalleria de Tarija es va desbandar al seu pas, retrocedint sobre la seva pròpia infanteria i desorganizant-la fins al punt que sense trobar gairebé resistència la cavalleria tucumana va aconseguir la rereguarda de l'exèrcit enemic.
És impossible saber quin efecte haguessin pogut tenir de carregar des d'aquell lloc, en un moviment de pinces; Formada en general per homes de camp i ignorants de la disciplina militar, bona part de la cavalleria gautxa va trencar la formació per a apoderar-se de les mules carregades amb els preparatius, incloent fortes sumes en metalls preciosos, de l'exèrcit reialista. Amb això van privar també de les seves reserves de munició i de provisions, amb les que es van retirar del camp de batalla. Només la secció de Dracs que li donava suport i la cavalleria regular al comandament de Balcarce van mantenir el front, però juntament amb la pèrdua del seu equipatge això va ser suficient per confondre i desorganitzar aquesta ala.
Mentrestant, a l'altre costat del front el resultat era molt diferent: Tot i la presència del mateix Belgrano, l'avanç de cavalleria i infanteria dels reialistes va ser imparable, prenent presoner al coronel José Superí. No obstant això, la fermesa de la columna central va permetre als patriotes recuperar terreny i recobrar a Superí, però els avenços desiguals van fraccionar el front, fent la batalla confusa, incomprensible per als seus comandants i deixant en bona part les accions a càrrec dels oficials que encapçalaven cada unitat.
La providencial aparició d'un enorme estol de llagostes, que es van abatre sobre els paratges boscosos, va confondre als soldats i va enfosquir la visió, acabant de descompondre el front. Les versions tradicionals refereixen que va ser tal la confusió sembrada per aquell eixam de llagostes que va fer semblar als ulls de les forces espanyoles, un nombre molt superior a les tropes patriotes, el que hauria provocat la seva retirada en la confusió.
Si bé Belgrano havia estat arrossegat per la desbandada d'un sector de la seva tropa fora de l'escenari de les accions, el camp de batalla va quedar en mans de la infanteria patriota. En observar que s'havia quedat sol i sense les tropes de la cavalleria, Díaz Vélez va aconseguir prendre -juntament amb un grup d'infanteria de Manuel Dorrego- el parc d'artilleria de Tristán, amb trenta-nou carretes carregades d'armes, municions, part dels canons i centenars de presoners. Van prendre, a més, les banderes dels regiments de Cotabambas, Abancay i Real de Lima. Després, amb l'ajuda de les tropes de la reserva i portant-se també als ferits, Díaz Vélez va fer replegar ordenadament la infanteria cap a la ciutat de San Miguel de Tucumán, col·locant-la en les fosses i trinxeres que s'havien obert allà. També va reorganitzar l'artilleria i va apostar tiradors en els sostres i cantonades, convertint a la ciutat en una plaça inexpugnable. Tancat en aquesta, protegit per les fosses, Díaz Vélez va esperar expectant el resultat de les accions de Belgrano i Tristán.
Belgrano, al seu torn, desconeixedor del resultat es va retirar del camp central i va acampar al Rincón de Marlopa, intentant recompondre la seva tropa quan va trobar al coronel José Moldes, qui havia exercit el gruix de les funcions d'observació. Díaz Vélez va enviar al tinent Paz a la recerca de Belgrano, que li va transmetre al general que tornés immediatament perquè la batalla havia estat guanyada i que la seva presència era necessària per assegurar el triomf definitiu de les armes patriotes, prenent les decisions que corresponien. A través de Paz es va localitzar el que quedava de la cavalleria al camp. Se'ls va sumar poc després Balcarce, qui també es va atrevir a qualificar de victòria la situació, jutjant que el camp cobert de cadàvers i despulles d'espanyols era indici del resultat, encara que desconeixia completament l'estat de la infanteria i de la ciutat. Reordenar la host va portar la resta de la tarda a Belgrano. El general immediatament va ordenar la marxa cap a la ciutat per contactar amb Díaz Vélez, que havia assegurat el triomf dels patriotes.
Tristán, temorós del que podia esperar-li a les seves tropes dins de la ciutat, va optar per amagar un parell d'entrades, però va ordenar la retirada davant dels primers trets enemics. Va fer un últim intent per la via diplomàtica, intimant a Díaz Vélez a rendir-se en un termini de dues hores, sota amenaça d'incendiar la ciutat. Díaz Vélez li va respondre amb vehemència, convidant-lo a que s'atrevís, ja que les tropes de la Pàtria eren vencedores i que havia a dins 354 presoners, 120 dones, 18 carretes de bous, totes les municions de fusell i canó, 8 peces d'artilleria, 32 oficials i 3 capellans presos a l'exèrcit reialista. Va afegir que, si era necessari, degollaria als presoners, entre els quals hi havia quatre coronels. A la nota que Díaz Vélez li va dirigir al cap reialista, el 24 de setembre del 1812, li va manifestar així mateix:
| « | Si vostè es troba amb l'energia necessària per atacar, temi en el resultat les consegüents d'unes armes vencedores justament irritades. La nostra cavalleria en nombre superior a les forces de vostè, al comandament del meu digne General en Cap el senyor Brigadier Don Manuel Belgrano, que li talla a vostè tota retirada, conclourà el curt resultat de les despulles que queden al seu comandament; I només seran les seves ruïnes al quadre en que s'elevi l'estendard de la nostra llibertat (...) | » |

Tristán no es va atrevir a complir amb la seva amenaça i va pernoctar fora, dubtant sobre el curs a seguir; Al matí va trobar a la tropa de Belgrano a l'esquena, que el va intimar a rendir-se per mitjà de l'arrogant coronel Moldes. El cap reialista va contestar, rebutjant l'oferta, que "les armes del rei no es rendeixen". A continuació es va replegar amb tot el seu exèrcit cap a Salta, mentre 600 homes al comandament de Díaz Vélez li fustigava la seva rereguarda en la seva fugida al nord, aconseguint prendre molts presoners i rescatar també alguns que havien fet les tropes reialistes.

## Conseqüències

### Militars

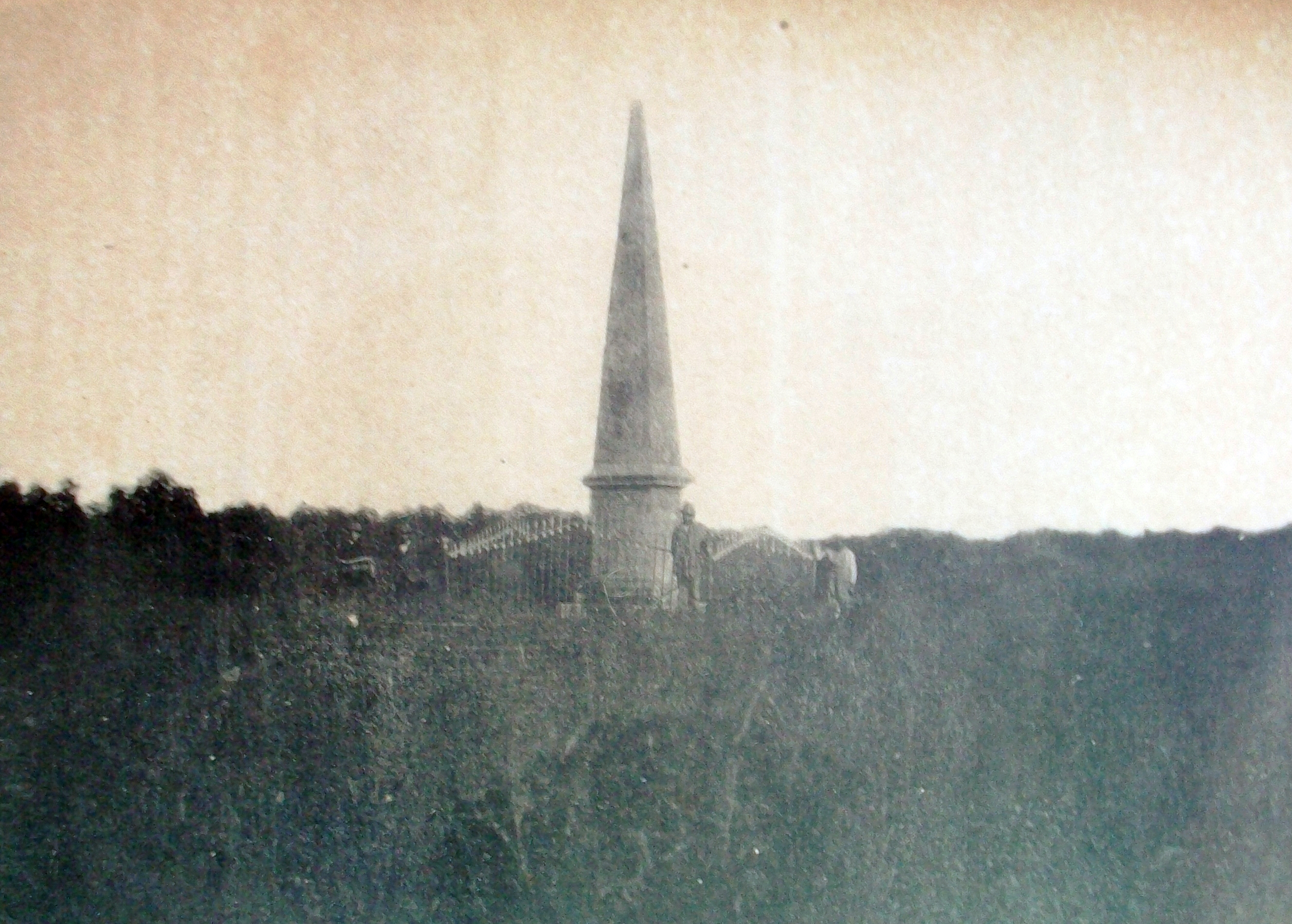
La Piràmide de la Ciutadella de Tucumán en commemoració de la batalla de Tucumán.

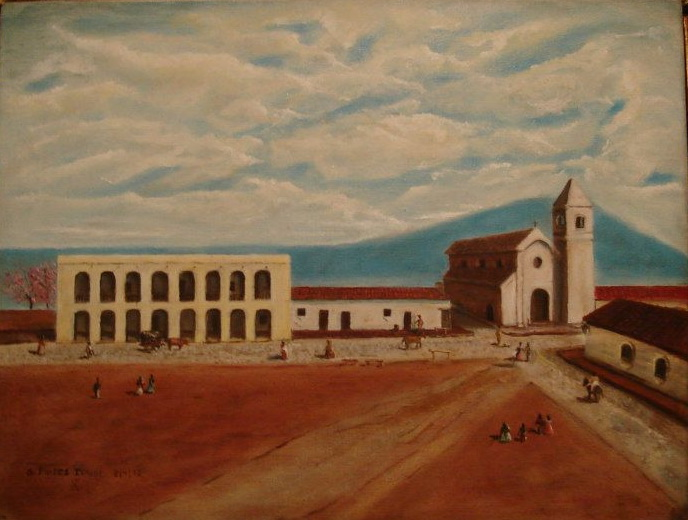
San Miguel de Tucumán el 1812: Cabildo i església de San Francisco. (Oli actual).

La batalla de Tucumán va ser la victòria més important obtinguda pels exèrcits patriotes a la Guerra de la Independència Argentina.
Les batalles de Tucumán i Salta, són les úniques de caràcter campal realitzades contra els espanyols en el territori de l'Argentina.
Per al historador Bartolomé Mitre
| « | El que fa més gloriosa aquesta batalla va ser no tant l'heroisme de les tropes i la resolució del seu general, sinó la immensa influència que va tenir en les destinacions de la revolució americana. A Tucumán es va salvar no només la revolució argentina, sinó que pot dir-se que va contribuir d'una manera molt directa i eficaç al triomf de la independència americana. Si Belgrano, obeint les ordres del govern, s'hagués retirat (o si no hagués guanyat la batalla), les províncies del Nord s'haguessin perdut per sempre, com es va perdre l'Alt Perú per a la República Argentina. | » |

Per al seu col·lega Vicente Fidel López aquesta batalla va ser
| « | la més criolla de totes quantes batalles s'han donat al territori argentí. | » |

| « | Tot i que el triomf de Tucumán ... va ser el resultat d'un cúmul de circumstàncies imprevistes, li va correspondre a Belgrano la glòria d'haver guanyat una batalla contra tota probabilitat i contra la voluntat del govern mateix ja que Díaz Vélez, amb les seves accions previngudes, va decidir la victòria de les armes patriotes aquell dia. | » |

El material abandonat pels espanyols i recuperat per Eustoquio Díaz Vélez i Manuel Dorrego -13 canons, 358 fusells, 39 carretes, 70 caixes de municions i 87 tendes de campanya- serviria a l'Exèrcit del Nord durant tota la seva campanya. 450 reialistes van perdre la seva vida en el combat i uns altres 690, entre oficials i soldats, van ser capturats com a presoners, entre aquests hi havia els coronels Pedro Barreda, Mariano Peralta, Antonio Suárez i José Antonio Álvarez Sotomayor. Per la seva banda, els defensors només van tenir 80 morts i 200 ferits. Van quedar destruïts els regiments i cossos militars de Cotabamba, Paruro, Abancay i part del Real de Lima.
El 29 de setembre de 1812, Belgrano va escriure al Govern Superior de les Províncies Unides del Riu de la Plata el comunicat oficial de la gloriosa acció del dia 24 de setembre, qualificant a la batalla de Tucumán com el Sepulcre de la Tirania.
Moldes i Holmberg van abandonar l'Exèrcit per desavinences amb Belgrano, però se li va sumar Juan Antonio Álvarez d'Arenales, amb qui Belgrano emprendria el 12 de gener la marxa cap a Salta, on els reialistes s'havien fet forts.
La victòria va consolidar l'obra de la Revolució de Maig i va allunyar momentàniament el perill d'un veritable desastre. Si l'exèrcit patriota s'hagués retirat, les províncies del nord s'haguessin perdut per sempre i l'enemic, amo d'un extens territori, hauria arribat fins a Córdoba, on li hauria estat més fàcil obtenir la cooperació dels reialistes de la Banda Oriental i de les tropes portugueses del Brasil.

### Religioses

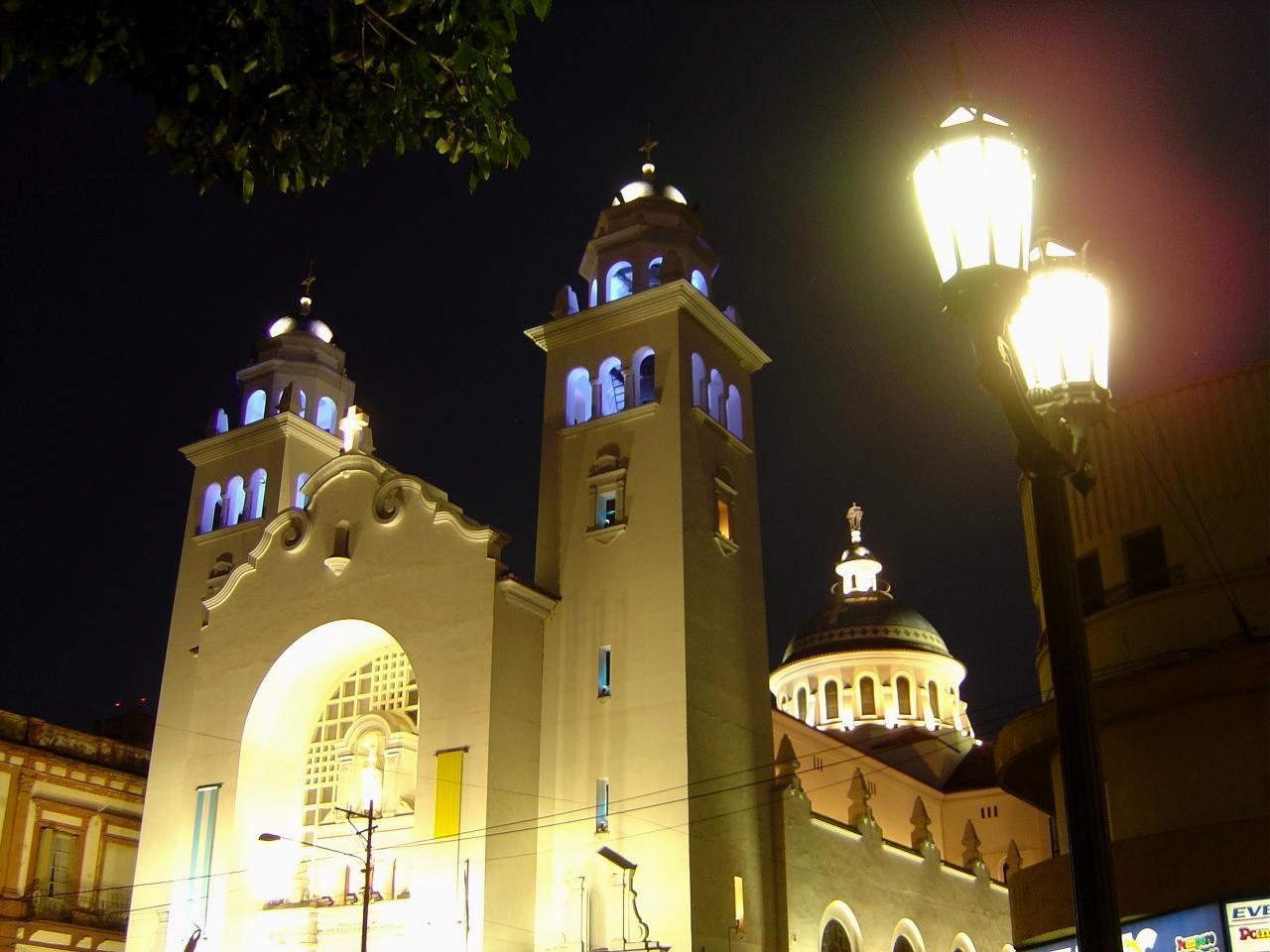
Església de Nostra Senyora de la Mercè

La batalla de Tucumán va tenir així mateix conseqüències en l'aspecte religiós, ja que va accentuar la devoció del poble i govern del país cap a la Mare de Déu a través de la seva advocació com la Mare de Déu de la Mercè.
Des dels temps hispànics, al 1687, la Mare de Déu de la Mercè havia estat nomenada pel Cabildo de San Miguel de Tucumán Patrona i Advocada de la ciutat.
Però és a partir de la victòria de Tucumán quan el culte a la nostra Senyora de la Mercè adquireix una solemnitat particular assumida tant pel poble, com per les autoritats i els caps patris, qui trencant amb els vincles polítics amb Espanya, no van trencar amb la tradició religiosa mariana. El 24 de setembre del 1812 el General Manuel Belgrano, després de la batalla de Tucumán, li va atribuir a la Verge de la Mercè la seva intercessió i la va nomenar patrona.
El 27 d'octubre del 1812 es va celebrar una missa d'acció de gràcies; En la processó que portava l'estàtua d'aquesta Verge, Belgrano va dipositar el seu bastó de comandament entre els cordons de la vestidura de la imatge, proclamant en agraïment com a General a l'Armada Argentina. Aquell mateix dia va comunicar al govern de Buenos Aires:
| « | La Pàtria pot gaudir de la completa victòria que han obtingut les seves armes en el dia 24 del corrent, dia de la Mare de Déu de la Mercè, sota la protecció de la qual ens vam posar. | » |

### Polítiques
El triomf va tenir també importants conseqüències polítiques, puix que Belgrano -que comptava amb la simpatia de la Lògia Lautaro - havia derrotat l'invasor contradient les disposicions del govern i demostrant l'encert dels opositors, quan demanaven ajuda per a remetre a l'Exèrcit del Nord. A Buenos Aires, als tres dies de conèixer-se la notícia del combat, el Primer Triumvirat va ser derrocat per la Revolució del 8 d'octubre.

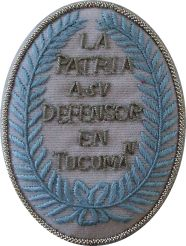
Escut honorífic atorgat a la tropa després de la victòria de la batalla de Tucumán.

El Segon Triumvirat va concedir als integrants de l'exèrcit l'ús d'un distintiu amb la inscripció: La pàtria al seu defensor a Tucumán
També va disposar que els noms dels soldats figuressin en el llibre d'honor dels respectius Cabildos de Buenos Aires i Tucumán. Belgrano va ser designat Capità General, però va refusar l'ascens amb summa modèstia.
El doctor Bernardo de Monteagudo, en la sessió pública de la Societat Patriòtica duta a terme el 29 d'octubre del 1812, va sostenir que
| « | El gran i august deure que ens imposa la memòria de les víctimes sacrificades el 24 de setembre, és declarar i sostenir la Independència d'Amèrica ... de no haver-se produït aquest triomf, els reialistes ja estarien a Córdoba, i els enemics interiors accelerarien el moment de la nostra desolació. ... Jureu la Independència, sostingueu-la amb la vostra sang, enerboleu el seu pavelló, i aquestes seran les exèquies més dignes dels màrtirs de Tucumán. | » |

## Monument a la Batalla de Tucumán
Com a conseqüència de la celebració dels dos-cents anys de la batalla de Tucumán, a Argentina han sorgit veus a favor de la construcció d'un monument commemoratiu, ja que aquest país no ha erigit encara una obra de característiques monumentals que honori la decisiva victòria de les armes patriotes esdevinguda en aquesta batalla.